# Cyrtophora cicatrosa
Espèce
Synonymes
- Epeira cicatrosa Stoliczka, 1869
- Epeira salebrosa Thorell, 1878
- Meta adspersata Karsch, 1891

Cyrtophora cicatrosa est une espèce d'araignées aranéomorphes de la famille des Araneidae.

## Distribution
Cette espèce se rencontre en Asie du Sud, en Asie du Sud-Est et en Australie dans le Territoire du Nord.

## Description
Cette araignée a la capacité de changer rapidement de couleur par l'action des guanocytes.

## Publication originale
- Stoliczka, 1869 : Contribution towards the knowledge of Indian Arachnoidea. Journal of the Asiatic Society of Bengal, vol. 38, no 2, p. 201-251 (texte intégral).